# بیلی بیکر (بازیکن فوتبال، زاده ۱۸۹۴)
بیلی بیکر (انگلیسی: Billy Baker; ۸ ژانویهٔ ۱۸۹۴ – مارس ۱۹۷۲ (۷۸ ساله)) بازیکن فوتبال اهل بریتانیا بود.
از باشگاه‌هایی که در آن بازی کرده‌است می‌توان به باشگاه فوتبال هندون و باشگاه فوتبال برنتفورد اشاره کرد.